# Partapur
Partapur là một thị trấn thống kê (census town) của quận Banswara thuộc bang Rajasthan, Ấn Độ.

## Địa lý
Partapur có vị trí 23°36′B 74°10′Đ / 23,6°B 74,17°Đ Nó có độ cao trung bình là 164 mét (538 feet).

## Nhân khẩu
Theo điều tra dân số năm 2001 của Ấn Độ, Partapur có dân số 9943 người. Phái nam chiếm 50% tổng số dân và phái nữ chiếm 50%. Partapur có tỷ lệ 70% biết đọc biết viết, cao hơn tỷ lệ trung bình toàn quốc là 59,5%: tỷ lệ cho phái nam là 77%, và tỷ lệ cho phái nữ là 63%. Tại Partapur, 14% dân số nhỏ hơn 6 tuổi.